# 1401.
◄ | 14. stoljeće | 15. stoljeće | 16. stoljeće | ►
◄ | 1370-ih | 1380-ih | 1390-ih | 1400-ih | 1410-ih | 1420-ih | 1430-ih | ►
◄◄ | ◄ | 1398. | 1399. | 1400. | 1401. | 1402. | 1403. | 1404. | ► | ►►
Arhitektura • Astronomija • Glazba • Knjige • Književnost • Kršćanstvo • Medicina • Pravo • Promet • Slikarstvo • Znanost

## Rođenja
- Masaccio, talijanski slikar

## Vanjske poveznice
|  | Zajednički poslužitelj ima još gradiva o temi 1401. |